# Renault Scénic E-Tech
A Renault Scenic E-Tech egy kompakt akkumulátoros elektromos crossover autótípus. Az alapjául szolgáló koncepcióautót 2022 májusában mutatták be Renault Scénic Vision néven, a sorozatgyártású modell 2024-től elérhető.

## Áttekintés

### A koncepcióautó

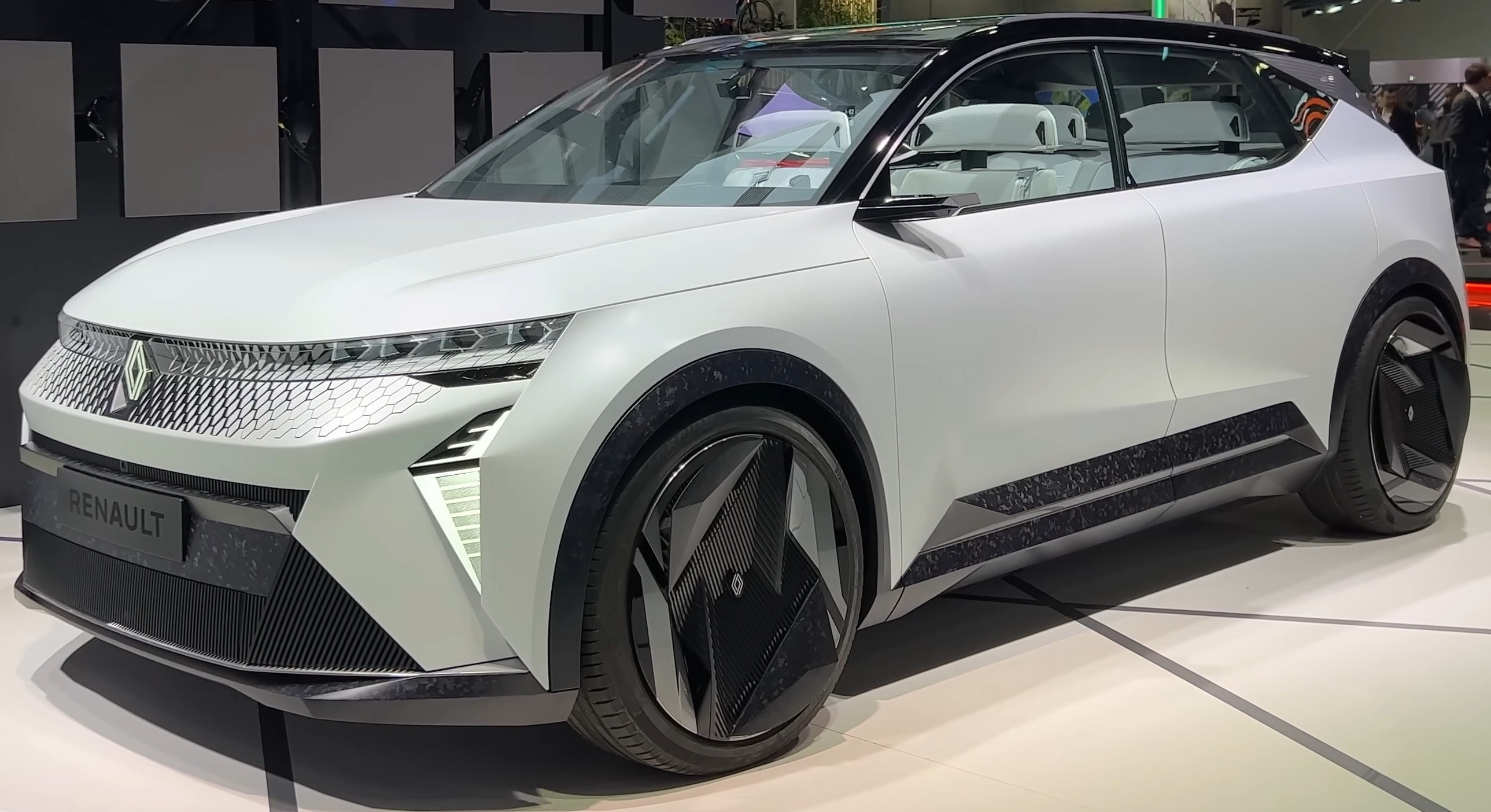
A Renault Scénic Vision koncepcióautó

A Renault Scénic Vision koncepcióautót 2022. május 19-én mutatták be, majd a 2022-es Párizsi Autószalonon is kiállították.
A koncepcióautó a CMF-EV platformon alapul. B-oszlop nélküli ajtókkal rendelkezik, amely könnyű hozzáférést biztosít az utastérhez, és 70%-ban újrahasznosított anyagokból készült.
A Scénic Vision belsejében újrahasznosított tejesüvegekből és csövekből készült padló található. Az ülések poliészterből készültek. A Renault szerint az utasok összes érintkezési felülete teljesen újrahasznosított. A Scénic Vision kabinjában kisméretű, állítható képernyők találhatók, amelyek gyorsbillentyűket és kameratükröket tartalmaznak.
A Renault Scénic Vision 160 kW-os villanymotorja a hátsó tengelyen van elhelyezve, és egy 40 kWh-s lítium-ion akkumulátorból nyeri az energiát.

### A sorozatgyártású változat
A sorozatgyártású modellt 2023 szeptemberében mutatták be. LG nikkel-mangán-kobalt (NMC) akkumulátorból myeri az energiát, és két változatban kapható, Scenic néven (é helyett e betűvel a hivatalos típusmegjelölésben.
A Standard range változat 60 kWh-s akkumulátorral és 125 kW-os villanymotorral van felszerelve, és 280 Nm nyomatékkal rendelkezik. A WLTP szerinti hatótávolsága 420 km. A High range változatot 160 kW-os motor hajtja, 300 Nm-es nyomatékkal rendelkezik, párosítva egy 87 kWh-s akkumulátorral, amelynek becsült hatótávja több mint 620 km.

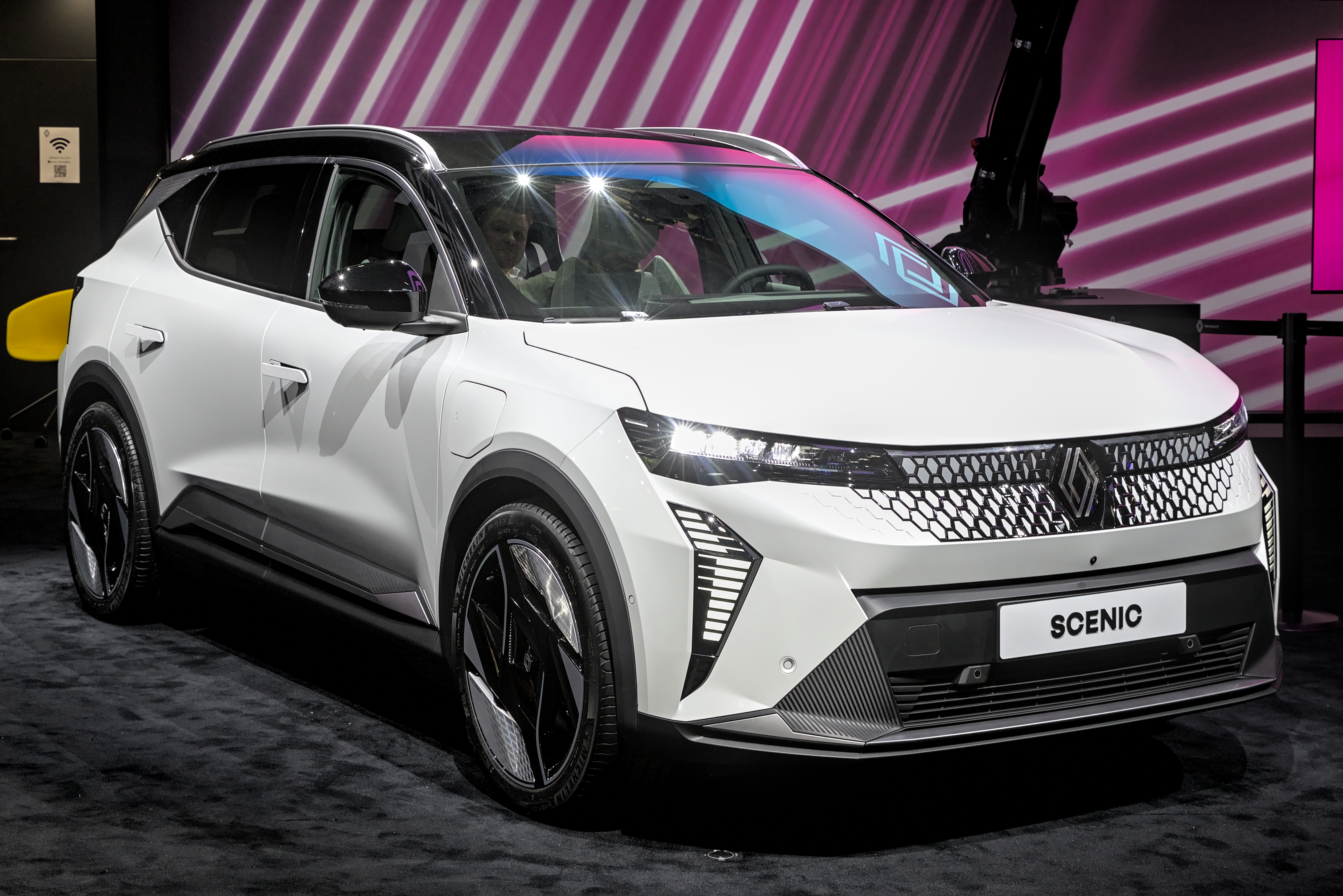
Elölnézetből
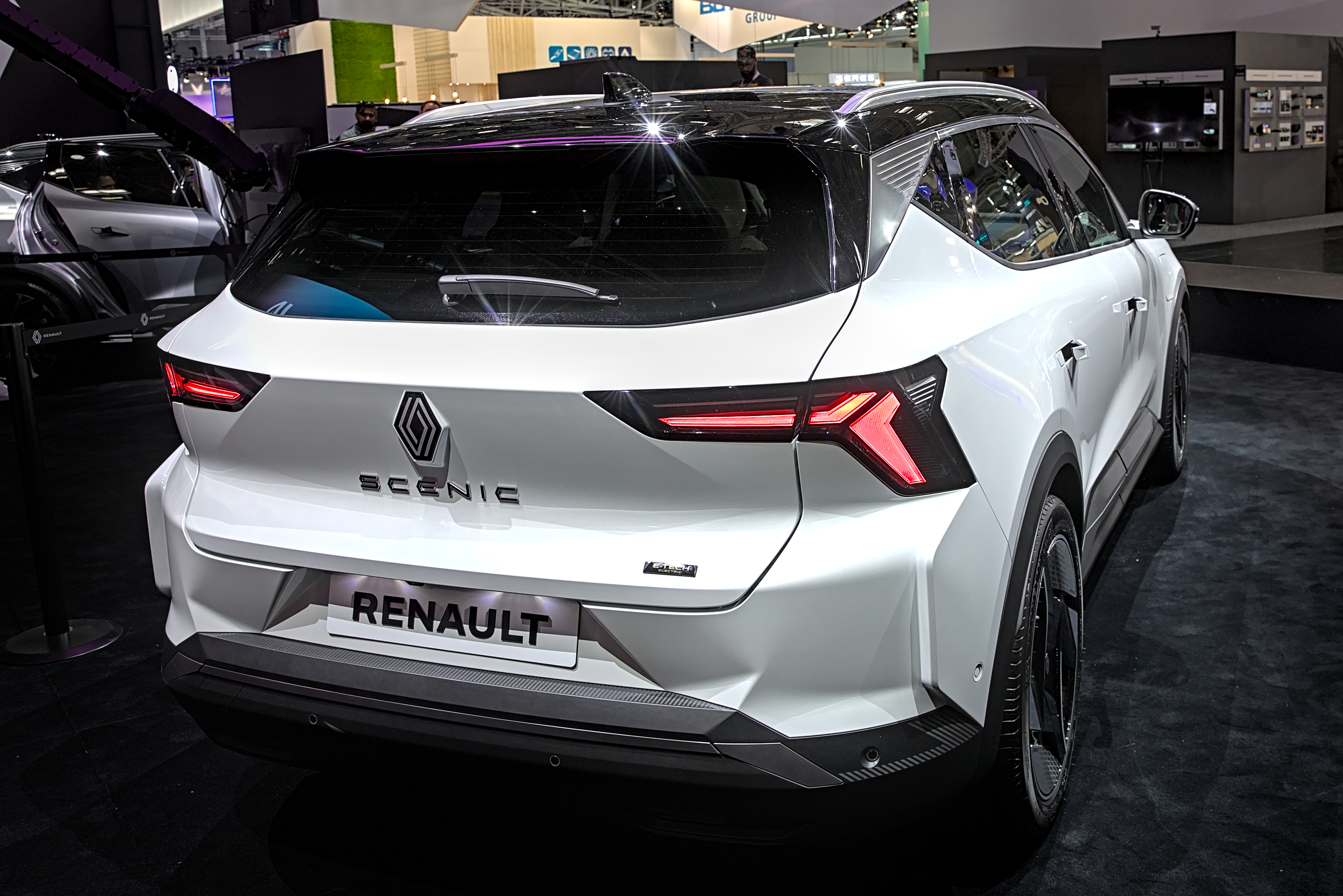
Hátulnézetből
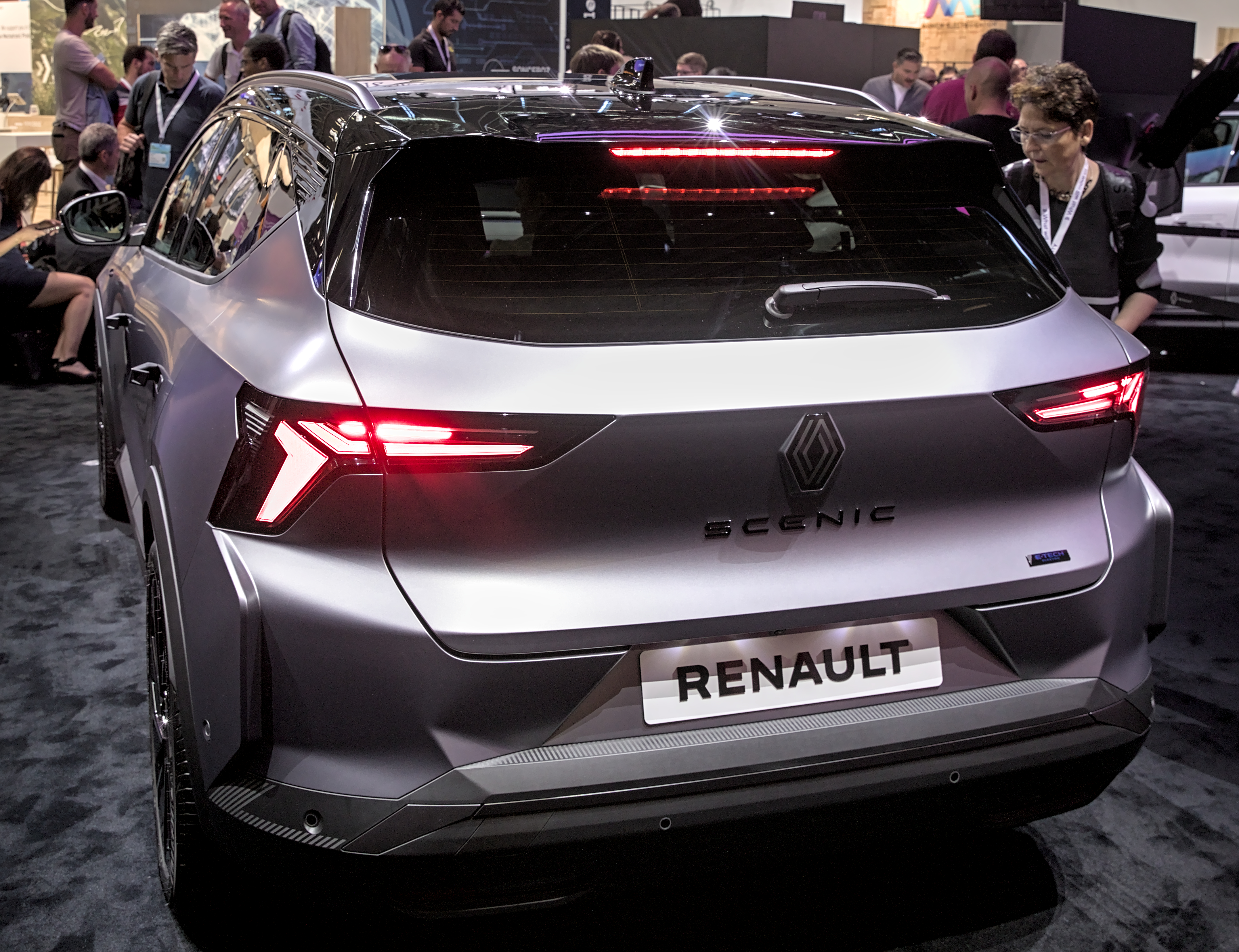
Hátulnézetből

## Fordítás
Ez a szócikk részben vagy egészben  a   Renault Scenic E-Tech című angol Wikipédia-szócikk ezen változatának fordításán alapul.  Az eredeti cikk szerkesztőit annak laptörténete sorolja fel. Ez a jelzés csupán a megfogalmazás eredetét és a szerzői jogokat jelzi, nem szolgál a cikkben szereplő információk forrásmegjelöléseként.